# Hedvigstad
Hedvigstad var en påtänkt stad i norra Västerbotten, som aldrig förverkligades. 
När Piteå (som vid denna tidpunkt var beläget där dagens Öjebyn ligger) brann ned år 1666, så utfärdade Karl XI ett stadsprivilegium den 12 november för att etablera en helt ny stad där Kåge ligger i dag. Staden skulle heta Hedvigstad, döpt efter Karl XI:s mor, drottning Hedvig Eleonora. Men staden blev aldrig verklighet, eftersom handelsmännen i Piteå ville återuppbygga sin stad på ett nytt ställe närmare havet, alltså där dagens tätort Piteå ligger.
Det dröjde till 1845 innan det aktuella området fick en stad, Skellefteå.